# Stara Dziedzina
Stara Dziedzina (niem. Alt Deetz) – osada wsi Dziedzice w Polsce, położona w województwie zachodniopomorskim, w powiecie myśliborskim, w gminie Barlinek.
W latach 1975–1998 osada administracyjnie należała do województwa gorzowskiego.

## Nazwa
9 grudnia 1947 r. ustalono urzędową polską nazwę miejscowości – Stara Dziedzina, określając drugi przypadek jako Starej Dziedziny, a przymiotnik – starodziedziński.

## Zabytki
- zespół dworski i folwarczny, nr rej.: A-314 z 7.02.1978 i z 3.07.2007: -dwór, k. XIX-owczarnia-obora, k. XIX -budynek magazynowo-inwentarski, k. XIX  -park, XIX w.